# Catarina dos Santos-Wintz
Catarina dos Santos-Wintz (* 8. Juli 1994 in Lissabon als Catarina dos Santos Firnhaber) ist eine deutsche Politikerin der CDU und Rechtsanwältin. Seit der Bundestagswahl 2021 ist sie Mitglied des Deutschen Bundestages und wurde bei der Bundestagswahl 2025 erneut gewählt. Sie vertritt den Bundestagswahlkreis Aachen II und gehört zu den jüngsten Abgeordneten des Parlaments. Seit dem 13. Mai 2025 ist sie eine von drei Parlamentarischen Geschäftsführern der Fraktion.

## Leben
Catarina dos Santos wurde 1994 als Tochter einer portugiesischen Mutter und eines deutschen Vaters in Lissabon geboren und wuchs in Eschweiler auf. Nach dem Abitur 2012 an der Bischöflichen Liebfrauenschule in Eschweiler absolvierte sie bis 2017 ein Studium der Rechtswissenschaften an der Universität zu Köln mit Schwerpunkt Steuerrecht und von 2018 bis Februar 2020 das Rechtsreferendariat beim Landgericht Aachen mit Stationen in Köln und Lissabon. Anschließend arbeitete sie bis 2023 als Rechtsanwältin in einer auf Unternehmensnachfolge und Stiftungen spezialisierten Kanzlei bei Düsseldorf und war Mitglied in der Deutsch-Lusitanischen Juristenvereinigung.
Dos Santos ist verheiratet und katholischer Konfession.

## Politische Laufbahn
Catarina dos Santos trat 2014 sowohl der Jungen Union (JU) als auch der CDU bei. Innerhalb der CDU ist sie als Mitgliederbeauftragte des Kreisverbands Aachen Land und Mitglied im Landesvorstand der CDU NRW aktiv. Zudem ist sie Mitglied der Mittelstands- und Wirtschaftsunion (MIT) sowie der Frauen Union Nordrhein-Westfalen.
Seit 2020 ist sie stellvertretende Vorsitzende der CDU-Fraktion im Aachener Städteregionstag sowie Mitglied des Rates der Stadt Eschweiler.
Bei der Bundestagswahl 2021 kandidierte sie als Direktkandidatin der CDU im Wahlkreis Aachen II. Obwohl sie das Direktmandat verfehlte, zog sie über Platz 15 der Landesliste in den Deutschen Bundestag ein. Ihr Erststimmenergebnis von 32,5 Prozent war das höchste aller Bewerber, die kein Direktmandat erlangten. Bei der Bundestagswahl 2025 errang sie 40,1 Prozent der Erststimmen und wurde direkt in den Bundestag gewählt.
Im Deutschen Bundestag war dos Santos in der 20. Wahlperiode ordentliches Mitglied im Ausschuss für Digitales sowie im Ausschuss für die Angelegenheiten der Europäischen Union. Zudem gehörte sie als stellvertretendes Mitglied dem Auswärtigen Ausschuss, dem Rechtsausschuss und dem Unterausschuss Europarecht an. Sie ist Mitglied der Deutsch-Französischen Parlamentarischen Versammlung und stellvertretende Vorsitzende der Deutsch-Portugiesischen Parlamentariergruppe.
Seit 2022 ist dos Santos als Counsel der Diáspora Portuguesa (World Portuguese Network) tätig. Zudem gehört sie seit dem 10. Oktober 2022 der Parlamentarischen Versammlung des Europarates an.
Im Rahmen der Koalitionsverhandlungen nach der Bundestagswahl 2025 wirkte dos Santos für die CDU in der Arbeitsgruppe „Digitales“ mit.
Am 13. Mai 2025 wurde sie zur parlamentarischen Geschäftsführerin ihrer Fraktion gewählt.